# Nước chấm
Nước chấm, též nước mắm pha, je vietnamská kořeněná omáčka, která se používá k namáčení různých jídel, poměrně často se také používá jako koření, kdy nahrazuje sůl.
Jedná se o oranžovo-hnědou kapalinu s hustotou podobnou vodě. Je tvořena z rybí omáčky (nước mắm), vody, limetkové nebo citrónové šťávy a cukru. K tomu se přidávají další ingredience, nejčastěji česnek a mleté papriky, čímž vzniká kombinace sladké, kyselé, slané a pálivé chuti, která je typická pro řadu vietnamských jídel.